# St. Wendelin (Rohr)

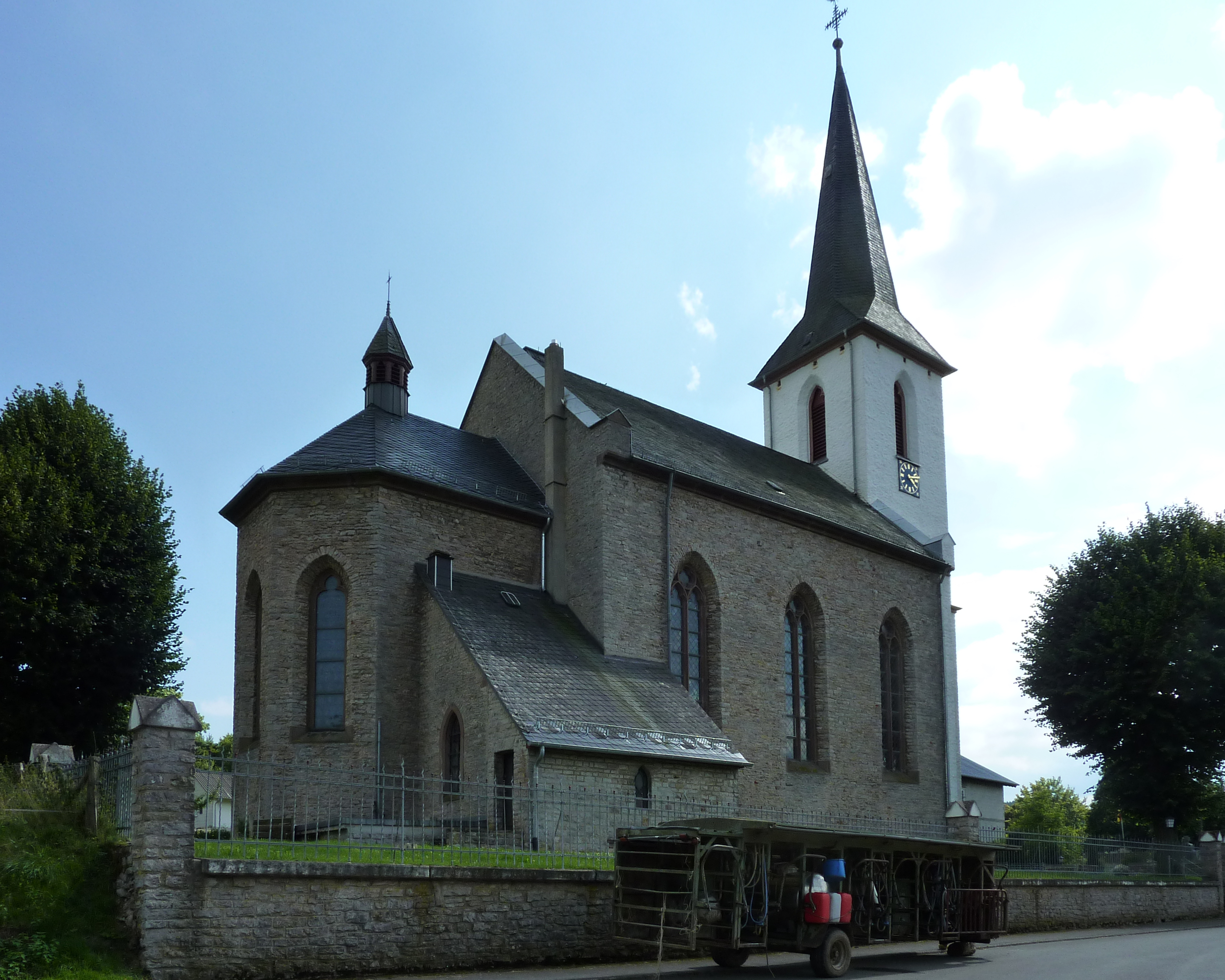
St. Wendelin in Rohr

St. Wendelin ist die römisch-katholische Pfarrkirche des Blankenheimer Ortsteils Rohr im Kreis Euskirchen in Nordrhein-Westfalen.
Die Kirche ist dem hl. Wendelin geweiht und als Baudenkmal unter Nummer 134 in die Liste der Baudenkmäler in Blankenheim (Ahr) eingetragen. Zur Pfarre gehören auch die Rohrer Mühle sowie Lindweiler.

## Lage
Die Pfarrkirche liegt am östlichen Ortsrand von Rohr an der Ecke Lindweilerstraße / Wendelinusstraße.

## Geschichte

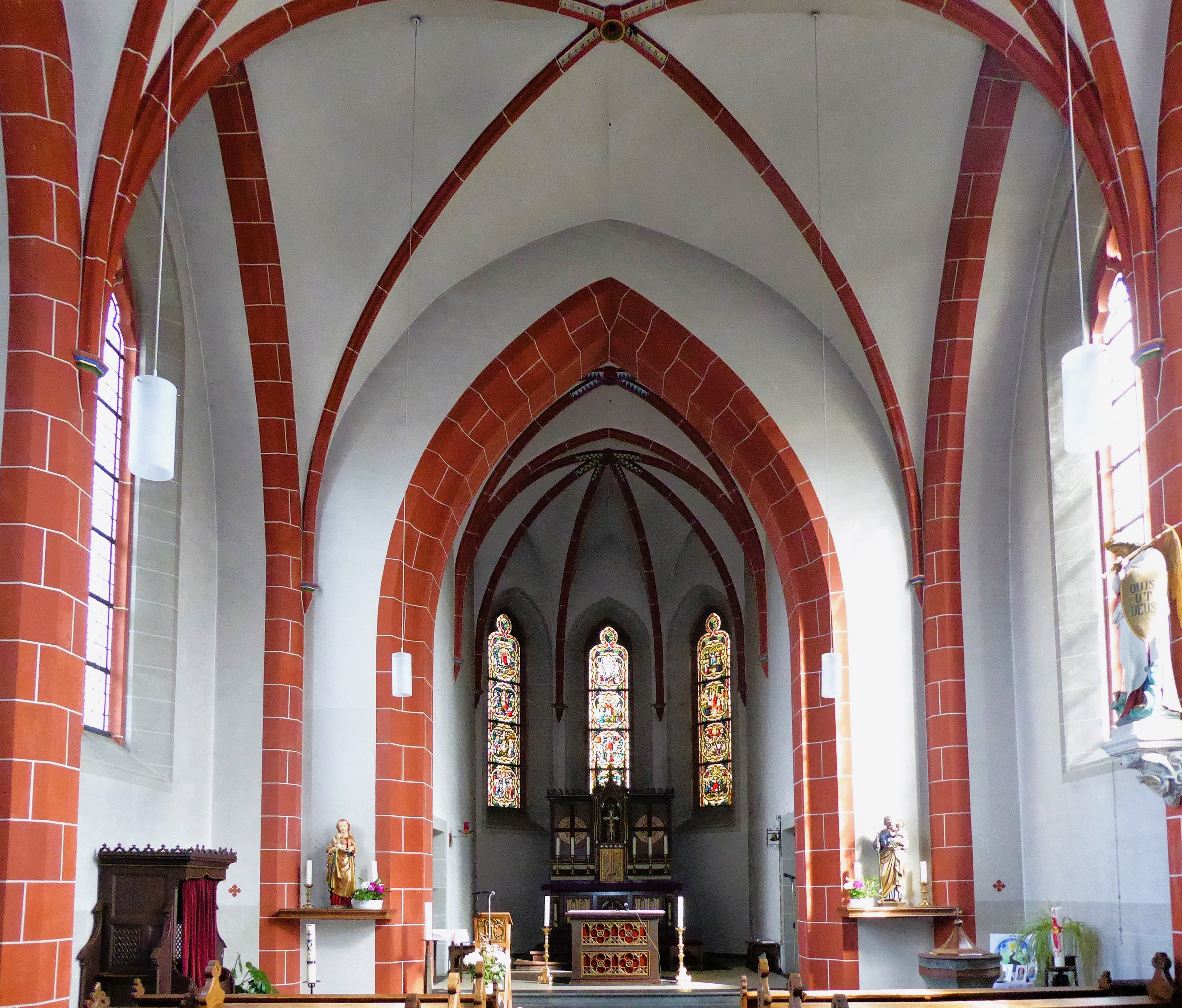
Inneres Richtung Chor

Rohr ist eine alte Pfarrei die erstmals im Liber valoris aus dem Jahr 1308 erwähnt wird. Jedoch hat es sehr wahrscheinlich schon wesentlich früher eine Kirche in Rohr gegeben, so wurde der Ort schon 893 im Prümer Urbar aufgeführt. Das Kollationsrecht an der Kirche besaßen seit jeher bis 1802 die Herren von Aremberg. Bis 1571 gehörten zur Pfarre auch noch Mülheim und Reetz als Filialgemeinden. Mülheim wurde in diesem Jahr von Rohr abgetrennt und zur eigenständigen Pfarre erhoben. Dabei wurde Reetz von Rohr nach Mülheim umgepfarrt. Im Zuge der Umstrukturierungsmaßnahmen während der Franzosenzeit kam die Pfarre, welche immer zum weit ausgedehnten Eifeldekanat des Kölner Erzbistums gehörte, an das Bistum Trier. Erst um 1825 wurde die Pfarre wieder dem Erzbistum zugeteilt. Seit der Errichtung des Bistums Aachen 1930 gehört Rohr nun zu dieser Diözese.

## Baugeschichte

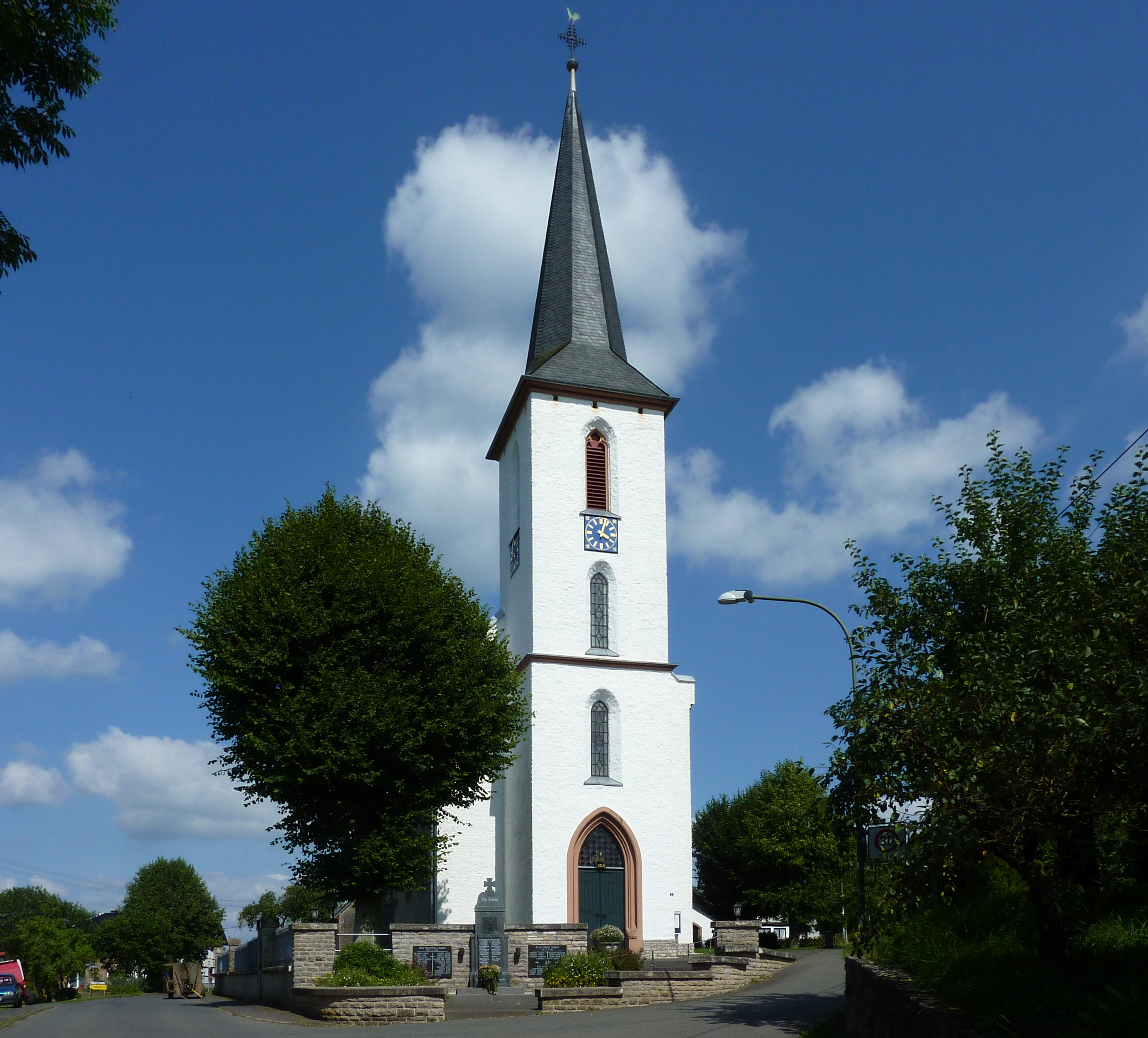
Turm mit Hauptportal und Kriegerdenkmal

Über die 1308 erwähnte Kirche ist nichts überliefert. Sie wurde um 1418 entweder umgebaut oder durch einen Neubau ersetzt, was aus einem Bittbrief von Wilhelm von Loen an den Grafen von Blankenheim hervorgeht. Dieses Gotteshaus soll nicht dem hl. Wendelin geweiht gewesen sein, sondern dem hl. Arnulf von Metz. Wann es genau zu einem Wechsel des Patroziniums gekommen ist, ist nicht überliefert.
Die gotische Pfarrkirche aus dem 15. Jahrhundert wurde Mitte des 19. Jahrhunderts baufällig und man Beschloss eine neue Pfarrkirche zu erbauen. So wurde 1864 die heutige Kirche erbaut und darauf die alte Kirche abgerissen. Wer die Pläne zum Neubau lieferte, ist unbekannt. Die feierliche Kirchweihe erfolgte erst acht Jahre nach Fertigstellung am 30. August 1872. 1894 wurde der Glockenturm durch einen Blitzschlag stark beschädigt und musste anschließend wiederhergestellt werden. Während des Zweiten Weltkriegs kam es nur zu geringen Schäden, die vor allem im Januar 1945 entstanden. Die Pfarrkirche wurde seitdem mehrfach restauriert.

## Baubeschreibung
St. Wendelin ist eine einschiffige Saalkirche aus Bruchsteinen im Stil der Neugotik. Der Chor im Osten ist etwas niedriger als das Langhaus, einjochig und fünfseitig geschlossen. Das einschiffige Langhaus besitzt drei Joche. Daran ist im Westen der viergeschossige Glockenturm vorgebaut, der von einem achtseitigen geknickten Helm bekrönt wird. Die Fenster besitzen alle Maßwerk und der Innenraum wird von Kreuzrippengewölben überspannt.

## Ausstattung
In der Kirche befinden sich einige wertvolle Heiligenfiguren aus dem Vorgängerbau. Dazu zählen eine Muttergottes- und eine Wendelinusfigur, beide aus dem 15. Jahrhundert, eine Pietà aus dem 16. Jahrhundert und eine steinerne Wendelinusfigur aus dem Jahr 1543. Ebenfalls aus der Vorgängerkirche stammen noch der Taufstein aus Marmor (16. Jahrhundert), ein Vortragekreuz aus Messing (18. Jahrhundert) und die Sakramentsnische aus Anfang des 15. Jahrhunderts.
Von der neugotischen Ausstattung sind der Hochaltar aus der zweiten Hälfte des 19. Jahrhunderts, der Beichtstuhl und die Kirchenbänke erhalten. Der Volksaltar wurde 1980 aus Teilen der ehemaligen Kommunionbank geschaffen. Die drei Buntglasfenster im Chor wurden um 1900 von der Kölner Glasmalereiwerkstätte Reuter & Reichart angefertigt und stehen unter dem Thema des Apostolische Glaubensbekenntnis.

## Pfarrer
Folgende Priester wirkten bislang als Pfarrer in der Pfarrgemeinde St. Johann Baptist:
- 1924–1939: Johann Faust
- 1939–1963: Friedrich Bolten
- 1963–1965: Rudolf Daufenbach
- 1965–1966: Erich Frigge
- 1966–1970: Pater Johannes Gehlen
- 1970–1972: Erich Frigge
- 1973–1977: Wilhelm Lantin
- 1977–1984: Wolfgang Bußler
- 1984–1992: Johannes Weber
- 1992–1994: Winfried Reidt
- 1994–1998: Heinrich Reidt
- 1998–2014: Hans-Peter Meuser
- 2014–2018: Josef Berger
- Seit 2018: Andreas Züll